# Савез хокеја на леду Луксембурга
Савез хокеја на леду Луксембурга (фр. Fédération Luxembourgeoise de Hockey sur Glace) кровна је спортска организација задужена за професионални и аматерски хокеј на леду на подручју Великог Војводства Луксембурга. 
Савез је пуноправни члан Међународне хокејашке федерације (ИИХФ) још од 23. марта 1912. године. 
Седиште Савеза налази се у главном и највећем граду земље Луксембургу.

## Такмичења
Савез је задужен за организацију како професионалних тако и аматерских такмичења у земљи, те за рад сениорске репрезентације. Најважније национално клупско такмичење је лига у којој тренутно учествује 5 клубова.
Мушка сениорска репрезентација је на међународној сцени дебитовала тек 1992. године, пуних 80 година након што је ФЛХГ постао чланом ИИХФ. Било је то у Јоханезбургу (ЈАР) на такмичењу за светско пренство у групи Ц2. Луксембуржани су играли против домаћина и изгубили са 0:23. Након тог наступа паузирали су наредних 8 година, до првенства 2000. и од тада су редовни учесници на међународној сцени. 
Луксембург је у два наврата био домаћин такмичења за светско првенство треће дивизије (2008. и 2010).

## Савез у бројкама
Према подацима ИИХФ из 2013, на подручју Луксембурга регистрована су укупно 392 играча (130 сениора, 27 сениорки и 235 јуниора). Судијску лиценцу поседују 34 арбитра. 
Хокејашку инфраструктуру чине три затворена и један отворени терен (сви стандардних димензија).